# Pine Point (Minnesota)
Pour les articles homonymes, voir Pine et Pine Point.
Pine Point est une census-designated place située dans le comté de Becker, dans l’État du Minnesota, aux États-Unis. Sa population s’élevait à 338 habitants lors du recensement de 2010,.

## Source
- (en) Cet article est partiellement ou en totalité issu de l’article de Wikipédia en anglais intitulé « Pine Point, Minnesota » (voir la liste des auteurs).

1. ↑  (en) https://factfinder.census.gov/faces/nav/jsf/pages/community_facts.xhtml
2. ↑  (en) https://geonames.usgs.gov/apex/f?p=gnispq:3:0::NO::P3_FID:2393185